# Silperisone
Silperisone (INN) là một thuốc giãn cơ.